# Rio Pipiripau
O Rio Pipiripau ou a  bacia do rio Pipiripau se localiza na região nordeste do Distrito Federal, tendo seu terço superior situado no estado de Goiás, no Brasil. Ela abrange uma área de 235 km2 e sua altitude é de 1.050 m. 